# Mundochthonius bifurcatus
Mundochthonius bifurcatus es una especie de arácnido  del orden Pseudoscorpionida de la familia Chthoniidae.

## Distribución geográfica
Se encuentra en Corea del Sur.